# 川俣晶
川俣 晶（かわまた あきら、Akira Kawamata、1964年4月6日 - ）は、日本のプログラマー、テクニカルライター。

## 経歴
芝浦工業大学高等学校、東京農工大学工学部卒業。
大学入学後にENIXの移植プログラマーとなり、卒業後にマイクロソフトの日本法人であるマイクロソフト株式会社に就職して、Windows 2.03からWindows 3.0の開発に従事する。Microsoft MVP受賞者の1人である。
退職後は主にテクニカルライターとなり、KADOKAWA、技術評論社、日経BP、東京電機大学出版局などより書籍を出版している。また、株式会社ピーデー代表取締役社長を務める。

## 別名
本名である「川俣晶」のほか、活動によって別のペンネームを使うことがある。ネットワーク作家活動では「遠野秋彦」（旧：きたあきら）、アニメ感想家等の活動では「トーノ・ゼロ」（トーノZERO、旧：と～のZERO歳）の名義を使用している。なお、川俣自身、この3人は別人であるということになっていると主張している。

## 著書

### 技術評論社
- 海老原裕之、川俣晶『Windows3.1スペシャル』技術評論社、1993年9月1日。ISBN 978-4874085738。
- 海老原裕之、川俣晶『Windows3.1活用ガイド』技術評論社〈アドバンストリファレンス〉、1994年6月1日。ISBN 978-4774100319。
- 『Windows NT/95ネットワーク活用ガイド』技術評論社〈アドバンストリファレンス〉、1998年4月1日。ISBN 978-4774105826。
- 『パソコンにおける日本語処理/文字コードハンドブック』技術評論社、1999年5月1日。ISBN 978-4774107806。
- 『新プログラミング環境 C#がわかる+使える』技術評論社〈@IT技術叢書シリーズ〉、2002年6月1日。ISBN 978-4774114842。
- 『VB6プログラマーのための「入門」Visual Basic.NET独習講座』技術評論社、2003年12月1日。ISBN 978-4774119328。
- 『実例で学ぶ!［入門と実践］Ajax+XML』技術評論社、2006年5月13日。ISBN 978-4774127729。
- 『究極のC#プログラミング』技術評論社、2009年5月22日。ISBN 978-4774138626。
- 『C#実践ダイナミックプログラミング』技術評論社、2011年9月16日。ISBN 978-4774148335。
- 『地理情報プログラミングの基本と応用』技術評論社、2012年10月19日。ISBN 978-4774153438。
- 『C#プログラムの効率的な書き方』技術評論社、2012年1月19日。ISBN 978-4774149752。
- 『これからのUIの教科書 ユーザーインターフェース設計入門』技術評論社、2013年9月3日。ISBN 978-4774159393。
- 『大規模開発でも小規模開発でも使える TypeScript実践入門』（初版）技術評論社、2014年9月12日。ISBN 978-4774167114。
- 『裏口からのC#実践入門』技術評論社、2014年11月8日。ISBN 978-4774168166。
- 『C#プログラミングの冒険［実践編］』技術評論社、2015年4月10日。ISBN 978-4774172460。
- 『C#6実践的プログラミング〈入門〉講座』技術評論社、2015年8月25日。ISBN 978-4774175942。
- 『C#プログラマーのためのデバッグの基本&応用テクニック』技術評論社、2016年10月20日。ISBN 978-4774184678。
- 『アタマとカラダで理解する!コンピュータプログラムはどのように動くのか?』技術評論社、2018年1月16日。ISBN 978-4774194998。

### 日経BP
- 『C言語教科書（入門編）』日経BP、2009年3月25日。ISBN 978-4822283858。
- 『C言語教科書（上達編）』日経BP、2010年1月21日。ISBN 978-4822284213。
- 「よくわかる! 実践Cプログラミング」『日経BPパソコンベストムック』、日経BP、2009年12月10日、ISBN 978-4822228484。
- 『プロフェッショナルマスター VISUAL C# 2010』（第1版）日経BP〈MSDNプログラミングシリーズ〉、2010年7月22日。ISBN 978-4822294274。
- 『WINDOWS AZURE APIリファレンス』日経BP〈MSDNプログラミングシリーズ〉、2011年7月21日。ISBN 978-4822294571。
- 『VISUAL STUDIO 2012 新機能マスターブック』日経BP〈MSDNプログラミングシリーズ〉、2012年9月20日。ISBN 978-4822294748。
- 『TypeScript入門』日経BP、2014年6月4日。ISBN 978-4822298357。
- 『ユニバーサルWindowsアプリ開発入門』日経BP社〈MSDNプログラミングシリーズ〉、2016年6月3日。ISBN 978-4822298685。
- 『スマホで始めるC#入門』日経BP、2017年1月11日。ISBN 978-4822298920。
- 『C#ショートコードプログラミング』（第3版）日経BP、2018年3月30日。ISBN 978-4822253738。

### カドカワ
- 『実践Web2.0論』アスキー、2006年6月27日。ISBN 978-4756147660。
- 『JavaScriptプログラマのための実践的TypeScript入門』井上章（監修）、カドカワ、2014年5月31日。ISBN 978-4048661454。

### その他
- 『XMLコンテンツの作り方』東京電機大学出版局、1998年7月1日。ISBN 978-4501528706。
- Robert Eckstein、Michel Casabianca『XMLデスクトップリファレンス』川俣晶（監訳）・木田直子（訳）（第2版）、オライリー・ジャパン、2001年11月1日。ISBN 978-4873110622。
- 『たのしいC#プログラミング』秀和システム、2013年6月26日。ISBN 978-4798038452。